# Lamburtjärnarna
Lamburtjärnarna är två näraliggande sjöar i Arvidsjaurs kommun i Lappland och ingår i Byskeälvens huvudavrinningsområde. De ligger strax öster om Lamburträsket. Den sydöstra tjärnen har tidigare hetat Strentsejauratsj.
Mellan de båda tjärnarna ligger en renvall som enligt en karta funnits på platsen åtminstone sedan 1867.
Pollenanalyser tyder på att kulturpåverkan har förekommit i området från och med omkring 1000 e.Kr. Området är registrerat i fornminnesregistret som "övrig kulturhistorisk lämning".